# Raya en pimentón
La raya en pimentón es un plato de raya guisado con frecuencia en la cocina onubense. La raya es un pescado de forma ovoidal de gran tamaño, plano, con las aletas pectorales muy desarrolladas y cola larga y fina. En este plato se emplea la carne de la aleta y el hígado. Se elabora cocido en una salsa de pan que se aromatizada con vinagre (a veces con el zumo de naranja) y se fríe en una sartén con abundante aceite. La cocción se realiza con un majado de ajo, pimentón y comino. La forma de realizar este plato difiere en diversas partes de la costa onubense. El plato se sirve recién elaborado, caliente y con guarnición variada.